# Кукавка рудочерева
Ку́кавка рудочерева (Cacomantis castaneiventris) — вид зозулеподібних птахів родини зозулевих (Cuculidae). Мешкає в Австралії, на Новій Гвінеї та на сусідніх островах.

## Опис

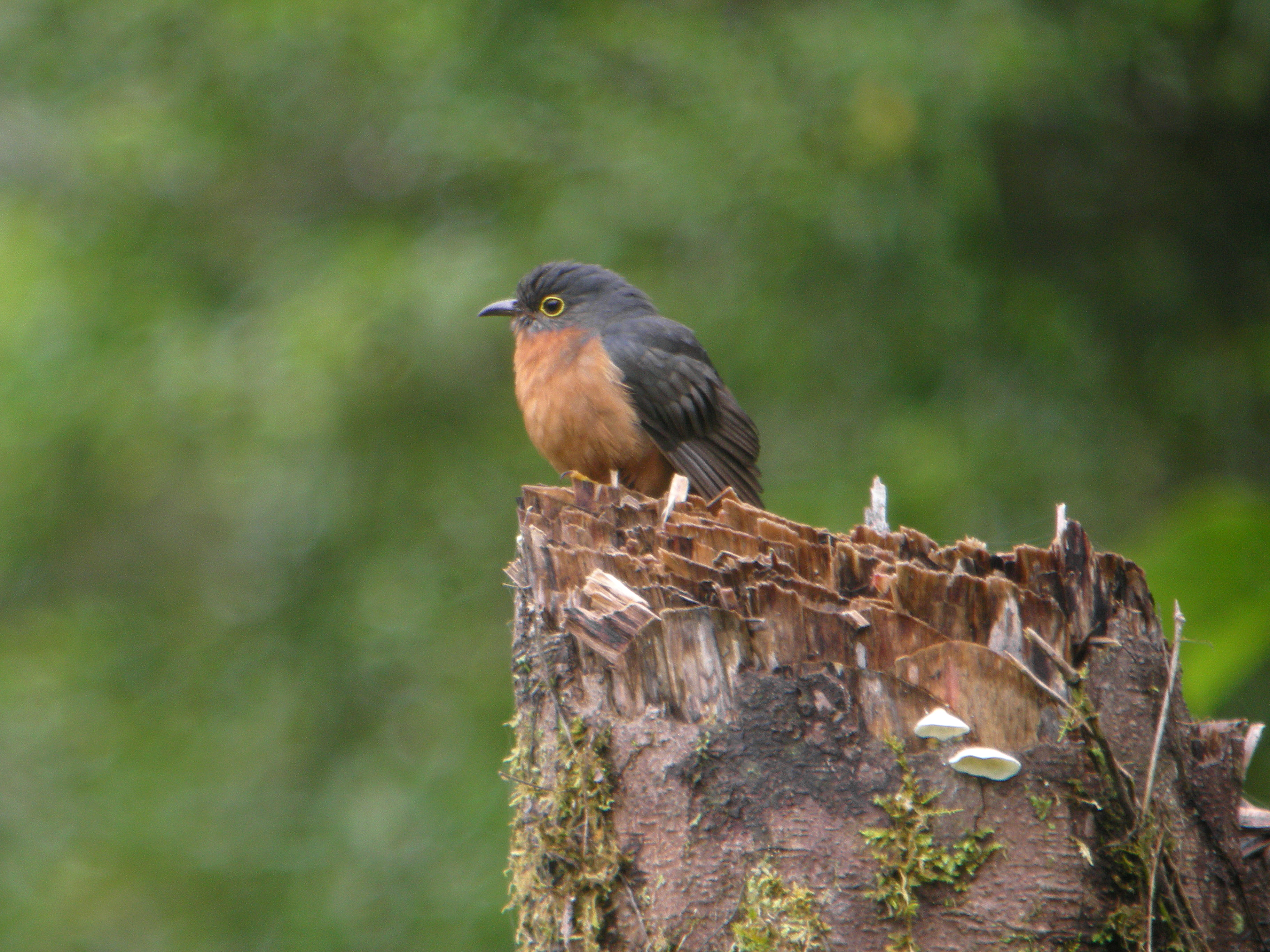
Рудочерева кукавка (Папуа Нова Гвінея)

Довжина птаха становить 22-24 см, вага 32-38 г. Довжина крила становить 11 см, довжина хвоста у самців 11,5 см, у самиць 11,4 см, довжина дзьоба 21 мм.
Голова, задня частина шиї, верхня частина тіла і крила темно-синювато-сірі, махові пера зверху сірувато-коричневі. Нижня сторона крил темно-сіра, блискуча, біля основи махових пер великі білі плями, що формують характерну смугу. Нижня частина тіла рудувато-коричнева або руда, підборіддя, лоб і боки контрастують з верхньою частиною тіла. 
Очі темно-карі, навколо очей блідо-жовті кільця. Дзьоб чорнувато-сірий, у деяких особин знизу біля основи червонувато-оранжевий. Внутрішня частина дзьоба оранжево-червона. Лапи жовті або жовтувато-оранжеві.
У молодих птахів голова, задня частина шиї і верхня частина тіла коричнюваті, надхвістя і верхні покривні пера хвоста більш яскраві, рудувато-коричневі. Горло білувате, груди світло-коричневі, живіт і боки білуваті, гузка світло-коричнева. Хвіст темно-коричневий, махові пера мають вузькі рудувато-коричневі краї. Крайні махові пера у деяких особин поцятковані рудувато-коричневими смугами. Дзьоб чорний, зверху біля основи коричнюватий, знизу біля основи охристий, внутрішня частина дзьоба охриста.

## Поширення і екологія
Рудочереві кукавки мешкають на Новій Гвінеї, на островах Раджа-Ампат, Япен і Ару та на півнострові Кейп-Йорк в австралійському штаті Квінсленд. Вони живуть у вологих мусонних лісах, на узліссях, в евкаліптових лісах і мангрових заростях, в Австралії — в заростях на берегах водойм та в лісистих саванах. Ведуть переважно осілий спосіб життя. Живляться жуками, гусінню, кониками, кліщами та іншими безхребетними, яких шукають серед листя в кронах дерев, іноді ловлять в польоті. 
Рудочереві кукавки, як і багато інших зозуль, практикують гніздовий паразитизм. Вони відкладають свої яйця в гнізда інших птахів, зокрема віялохвісток. В Австралії відкладання яєць відбувається у червні-серпні, у вересні-жовтні і у грудні-січні.